# 미드나
미드나는 젤다의 전설 황혼의 공주에 출연하는 황혼의 공주이다. 성우는 코토모 아키코. 처음 등장할 때에는 어린아이였지만 엔딩에서 황혼의 공주로 모습을 드러낸다. 가끔씩 얄미운 모습을 보이기도 하는데, 젤다가 미드나를 구해주고 사라진 이후로 링크에게 친절해진다.